# Campionati mondiali di slittino 2003
I Campionati mondiali di slittino 2003, trentaseiesima edizione della manifestazione organizzata dalla Federazione Internazionale Slittino, si tennero dal 21 al 23 febbraio 2003 a Sigulda, in Lettonia, sulla pista omonima, la stessa sulla quale si sarebbe dovuta svolgere la rassegna iridata nel 1991, ma che, a causa del clima politico nel paese, fu poi assegnata a Winterberg; furono disputate gare in quattro differenti specialità: nel singolo uomini, nel singolo donne, nel doppio e nella prova a squadre.
Vincitrice del medagliere fu la nazionale tedesca, capace di conquistare due titoli e cinque medaglie sulle dodici assegnate in totale: quelle d'oro furono vinte da Sylke Otto nell'individuale femminile, al suo terzo trionfo consecutivo dopo quelli ottenuti nel 2000 e nel 2001, e dalla squadra composta dalla stessa Otto e da Georg Hackl, Patric Leitner ed Alexander Resch nella prova a squadre. La prova del doppio vide la vittoria della coppia austriaca formata dai fratelli Andreas e Wolfgang Linger, mentre nel singolo uomini l'oro andò al rappresentante della squadra italiana Armin Zöggeler, giunto al suo quarto trionfo nella specialità dopo quelli di Lillehammer 1995, Schönau am Königssee 1999 e Calgary 2001.
Oltre alla tedesca Sylke Otto, che vinse due medaglie d'oro, gli altri atleti che riuscirono a salire per due volte sul podio in questa rassegna iridata furono i connazionali Patric Leitner ed Alexander Resch, il lettone Mārtiņš Rubenis e gli austriaci Rainer Margreiter, Andreas Linger e Wolfgang Linger.

## Risultati

### Singolo uomini
La gara fu disputata il 23 febbraio nell'arco di due manches e presero parte alla competizione 48 atleti in rappresentanza di 19 differenti nazioni; campione uscente era l'italiano Armin Zöggeler, che riuscì a bissare il titolo ottenuto nella precedente edizione, davanti al lettone Mārtiņš Rubenis ed all'austriaco Rainer Margreiter. Grazie a questo successo Zöggeler, che anche alle Olimpiadi di Salt Lake City 2002 aveva conquistato la medaglia d'oro, divenne il quarto atleta in assoluto a conquistare quattro titoli mondiali, appaiando in cima questa speciale classifica che non tiene conto delle gare a squadre Margit Schumann, Stefan Krauße e Jan Behrendt, nonché il primo a riuscirci nella specialità del singolo uomini.
| Pos. | Atleti            | Nazione     | Tempo    | Distacco |
| ---- | ----------------- | ----------- | -------- | -------- |
|      | Armin Zöggeler    | Italia      | 1'37"416 |          |
|      | Mārtiņš Rubenis   | Lettonia    | 1'37"527 | +0"111   |
|      | Rainer Margreiter | Austria     | 1'37"607 | +0"191   |
| 4    | Adam Heidt        | Stati Uniti | 1'37"619 | +0"203   |
| 5    | Jan Eichhorn      | Germania    | 1'37"687 | +0"271   |
| 6    | Jaroslav Slávik   | Slovacchia  | 1'37"715 | +0"299   |
| 7    | Markus Kleinheinz | Austria     | 1'37"778 | +0"362   |
| 8    | Wilfried Huber    | Italia      | 1'37"795 | +0"379   |
| 9    | Al'bert Demčenko  | Russia      | 1'37"867 | +0"451   |
| 10   | Denis Geppert     | Germania    | 1'37"975 | +0"559   |

### Singolo donne
La gara fu disputata il 22 febbraio nell'arco di due manches e presero parte alla competizione 30 atlete in rappresentanza di 14 differenti nazioni; campionessa uscente era la tedesca Sylke Otto, che riuscì a confermare il titolo ottenuto nelle precedenti due edizioni, davanti alle connazionali Silke Kraushaar, oro olimpico a Nagano 1998, e Barbara Niedernhuber, al suo quarto podio iridato consecutivo e vincitrice della medaglia d'argento sia ai Giochi di Nagano 1998 sia a quelli di Salt Lake City 2002.
| Pos. | Atleti               | Nazione     | Tempo    | Distacco |
| ---- | -------------------- | ----------- | -------- | -------- |
|      | Sylke Otto           | Germania    | 1'25"602 |          |
|      | Silke Kraushaar      | Germania    | 1'25"628 | +0"026   |
|      | Barbara Niedernhuber | Germania    | 1'26"151 | +0"549   |
| 4    | Anna Orlova          | Lettonia    | 1'26"182 | +0"580   |
| 5    | Veronika Halder      | Austria     | 1'26"292 | +0"690   |
| 6    | Sonja Manzenreiter   | Austria     | 1'26"373 | +0"771   |
| 7    | Lilija Ludan         | Ucraina     | 1'26"542 | +0"940   |
| 8    | Anke Wischnewski     | Germania    | 1'26"547 | +0"945   |
| 9    | Anastasija Antonova  | Russia      | 1'26"587 | +0"985   |
| 10   | Brenna Margol        | Stati Uniti | 1'26"796 | +1"194   |

### Doppio
La gara fu disputata il 21 febbraio nell'arco di due manches e presero parte alla competizione 46 atleti in rappresentanza di 12 differenti nazioni; campioni uscenti erano i tedeschi André Florschütz e Torsten Wustlich, che conclusero la prova al settimo posto, ed il titolo fu conquistato dai fratelli austriaci Andreas e Wolfgang Linger davanti all'altra coppia austriaca formata dai cugini Tobias Schiegl e Markus Schiegl, che vinsero il titolo mondiale ad Altenberg 1996 e ad Igls 1997, ed a quella tedesca composta da Patric Leitner ed Alexander Resch, medaglia d'oro olimpica a Salt Lake City 2002 e due volte iridata a Schönau am Königssee 1999 ed a Sankt Moritz 2000.
| Pos. | Atleti                                    | Nazione     | Tempo    | Distacco |
| ---- | ----------------------------------------- | ----------- | -------- | -------- |
|      | Andreas Linger Wolfgang Linger            | Austria     | 1'25"363 |          |
|      | Tobias Schiegl Markus Schiegl             | Austria     | 1'25"386 | +0"023   |
|      | Patric Leitner Alexander Resch            | Germania    | 1'25"413 | +0"050   |
| 4    | Mark Grimmette Brian Martin               | Stati Uniti | 1'25"444 | +0"081   |
| 5    | Christian Oberstolz Patrick Gruber        | Italia      | 1'25"464 | +0"101   |
| 6    | Gerhard Plankensteiner Oswald Haselrieder | Italia      | 1'25"733 | +0"370   |
| 7    | André Florschütz Torsten Wustlich         | Germania    | 1'25"761 | +0"398   |
| 8    | Ľubomír Mick Walter Marx                  | Slovacchia  | 1'25"820 | +0"457   |
| 9    | Steffen Skel Steffen Wöller               | Germania    | 1'25"981 | +0"618   |
| 10   | Kurt Brugger Wilfried Huber               | Italia      | 1'26"027 | +0"664   |

### Gara a squadre
La gara fu disputata il 21 febbraio ed ogni squadra nazionale poté prendere parte alla competizione con una sola formazione, mentre quelle che non avevano atleti presenti in tutte e tre le specialità in questa edizione dei mondiali poterono accordarsi per creare un'unica squadra; nello specifico la prova vide la partenza di un singolarista uomo ed uno donna, nonché di un doppio per ognuna delle 13 formazioni, gareggiando ciascuno in una singola manche; la somma totale dei tempi così ottenuti laureò campione la nazionale tedesca di Georg Hackl, Sylke Otto, Patric Leitner ed Alexander Resch davanti alla squadra lettone formata da Mārtiņš Rubenis, Anna Orlova, Zigmars Berkolds e Sandris Bērziņš ed a quella austriaca composta da Rainer Margreiter, Sonja Manzenreiter, Andreas Linger e Wolfgang Linger.
| Pos. | Squadra                                          | Atleti                                                                | Tempo    | Distacco |
| ---- | ------------------------------------------------ | --------------------------------------------------------------------- | -------- | -------- |
|      | Germania                                         | Georg Hackl Sylke Otto Patric Leitner / Alexander Resch               | 2'15"618 |          |
|      | Lettonia                                         | Mārtiņš Rubenis Anna Orlova Zigmars Berkolds / Sandris Bērziņš        | 2'15"934 | +0"316   |
|      | Austria                                          | Rainer Margreiter Sonja Manzenreiter Andreas Linger / Wolfgang Linger | 2'16"294 | +0"676   |
| 4    | Slovacchia                                       | Jaroslav Slávik Veronika Sabolová Ľubomír Mick / Walter Marx          | 2'16"520 | +0"902   |
| 5    | Italia                                           | Armin Zöggeler Natalie Obkircher Christian Oberstolz / Patrick Gruber | 2'16"787 | +1"169   |
| 6    | Russia                                           | Al'bert Demčenko Anastasija Antonova Danil Čaban / Evgenij Zykov      | 2'16"808 | +1"190   |
| 7    | Stati Uniti                                      | Adam Heidt Brenna Margol Mark Grimmette / Brian Martin                | 2'16"886 | +1"268   |
| 8    | Canada                                           | Jeff Christie Regan Lauscher Grant Albrecht / Eric Pothier            | 2'17"344 | +1"726   |
| 9    | squadra mista Svezia / Norvegia                  | Bengt Walden Anahita Panjwani Anders Söderberg / Bengt Walden         | 2'18"715 | +3"097   |
| 10   | squadra mista Giappone / Isole Vergini Americane | Shigeaki Ushijima Anne Abernathy Goro Hayashibe / Masaki Toshiro      | 2'19"079 | +3"461   |

## Medagliere
| Posizione | Nazione  | Oro | Argento | Bronzo | Totale |
| --------- | -------- | --- | ------- | ------ | ------ |
| 1         | Germania | 2   | 1       | 2      | 5      |
| 2         | Austria  | 1   | 1       | 2      | 4      |
| 3         | Italia   | 1   | 0       | 0      | 1      |
| 4         | Lettonia | 0   | 2       | 0      | 2      |
| Totale    | Totale   | 4   | 4       | 4      | 12     |